# Antihistamínic
Es coneix com a antihistamínics aquells medicaments que interaccionen amb els mecanismes fisiològics de la histamina blocant-los. Normalment s'utilitza aquest mot per a anomenar principis actius que combaten els símptomes de les al·lèrgies, les quals precisament originen part dels seus símptomes a causa d'un gran alliberament d'histamina i d'altres mediadors cel·lulars per part del sistema immunològic.
Tot i aquesta visió clàssica, els antihistamínics avui dia s'agrupen en diferents categories segons el receptor de la histamina amb el qual interaccionen. Actualment, coneixem els receptors H1, H2, H3.
Els antihistamínics que actuen sobre el receptor H1 s'utilitzen per a tractar els símptomes de l'al·lèrgia. Els antagonistes H2 s'utilitzen com a gastroprotectors; i per als H3 encara no s'ha trobat cap aplicació terapèutica, però s'està estudiant el seu possible ús en el tractament de l'obesitat.

## Antagonistes del receptor H1
Aquests compostos antagonitzen competitivament el receptor. El fet de bloquejar aquests receptors fa que disminueixi la permeabilitat dels capil·lars sanguinis i, per tant, la migració de cèl·lules del sistema immunitari cap a la zona on s'està produint la reacció al·lèrgica, també disminueixen la sensació de prurit i la broncoconstricció.
Com a efectes adversos poden provocar somnolència.
En els subapartats següents apareixen els fàrmacs comercialitzats en el mercat espanyol.

### De primera generació
Més antics (que els de segona generació), com que no són tan selectius (com els segons) actuen sobre altres receptors. Aquest fet fa que interaccionin amb altres mecanismes fisiològics, la qual cosa acaba produint els efectes adversos d'aquests fàrmacs.

#### Tòpics
- Tripelenamina (Azaron, Relepost), per picades

#### Per alrefredat
Junt amb altres fàrmacs:
- Bromfeniramina (Ilvico).
- Clorciclizina (Diminex).
- Clorfenamina (Respibien, Rhinospray)
- Triprolidina (Cinfatos, Iniston).

#### Per a lacinetosi
- Dimenhidrinat (Cinfamar, Normostop, Biodramina).
- Meclizina (Chiclida).

#### Altres
- Ciproheptadina (Periactin) com orexigen (fer venir gana)
- Dexclorfeniramina (EFG, Polaramine).
- Difenhidramina (Neosayomol, Soñodor)
- Doxilamina, 
  - sola (Doxilamina, Dormirel, Normodorm, Dormidina, Dormigen, Dormikern, Doxidina, Dulsueños)
  - amb piridoxina (Cariban), pels vòmits de l'embaràs.
- Hidroxizina (EFG, Atarax)

A causa de la seva acció sedant i hipnòtica (aquesta última més marcada a les etanolamines), que pot ser molesta per a la persona que els pren, pot ser interessant per a emprar-lo en medicaments pensats per a combatre l'insomni, per exemple: la doxilamina o la difenhidramina.

### De segona generació
No produeixen tants efectes adversos, ja que tenen molta més selectivitat per al receptor H1, no són capaços d'arribar al sistema nerviós central, amb la qual cosa no solen produir sedació ni somnolència, no tenen efectes anticolinèrgics.

#### Tòpics
- Azelastina (Afluon, Azelastina, Tebarat, Vividrin) en col·liri i nebulitzador nasal.
- Olopatadina (Opatanol, Apadin, Olopatadina), col·liri

#### Sistèmics
- Bilastina (EFG, Abrilia, Bilamax, Ibis, Abisax, Bilaxten)
- Cetirizina (EFG, Alercina, Alerlisin, Zyrtec)
- Ebastina (EFG, Bactil, Ebacina, Ebastel), potser el que produeix menys somnolència[3]
- Fexofenadina (EFG, Telfast)
- Desloratadina (EFG, Aerius, Dasergin)
- Levocetirizina (EFG, Aralevo, Muntel, Xazal)
- Loratadina (EFG, Civeran, Clarytine)
- Rupatadina (EFG, Alergoliber, Rinialer, Rupafin)

## Antagonistes del receptor H2
- Cimetidina el primer del grup, però ja no es comercialitza.
- Ranitidina, ja no es comercialitza.
- Famotidina (EFG, Pepcid)